# Jordan Díaz
Jordan Alejandro Díaz Fortún (La Habana, 23 de fevereiro de 2001) é um atleta cubano-espanhol, campeão olímpico do salto triplo.
Nasceu em Cuba e competiu por aquele país até 2021, quando foi campeão mundial U20 em 2018, campeão dos Jogos Olímpicos da Juventude de 2018 em Buenos Aires e medalha de prata nos Jogos Pan-Americanos de 2019 em Lima.
Em 28 de junho de 2021, ele desertou da delegação cubana que havia sido enviada para uma competição preparatória para os Jogos de Tóquio 2020 em Castellón, na Espanha. Com isso, ele perdeu aqueles Jogos. Passou a ser treinado em Guadalajara na Espanha pelo também ex-saltador cubano Ivan Pedroso, campeão olímpico do salto em distância em Sydney 2000. Depois de receber a cidadania espanhola em 2022, passou a competir no país e quebrou o recorde espanhol do salto triplo no mesmo ano.
Em junho de 2024 a World Athletics o declarou elegível para competir internacionalmente pela Espanha e ele estreou com a nova cidadania no Campeonato Europeu de Atletismo, onde venceu com a marca de 18,18 m, a terceira maior da história da prova.
Em Paris 2024 ele se sagrou campeão olímpico do salto triplo saltando a marca de 17,86 m.